# الکارت (ایندیانا)
الکارت، ایندیانا (به انگلیسی: Elkhart, Indiana) یک شهر در ایالات متحده آمریکا با جمعیت ۵۰٬۹۴۹ نفر است که در ایندیانا واقع شده‌است.

## موقعیت جغرافیایی
موقعیت جغرافیایی شهرها و مناطق اطراف به شرح زیر است: